# Fritz Friedmann (Jurist)

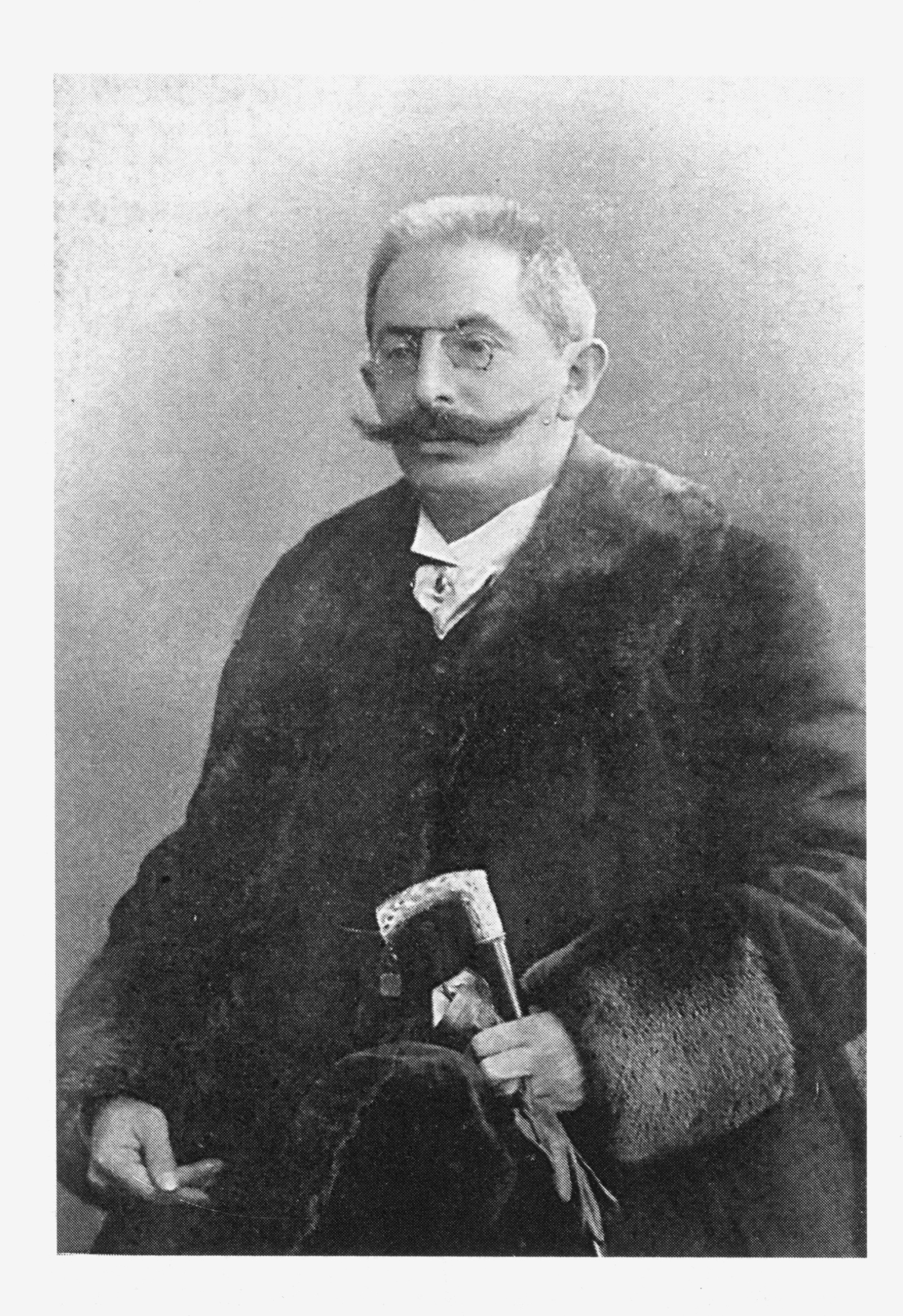
Fritz Friedmann (1908)

Karl Edmund Friedrich Friedmann, Pseudonym Erich Hohenziel (* 19. Oktober 1852 in Berlin; † 1. September 1915 in Berlin-Wilmersdorf) war ein deutscher Jurist, Schriftsteller und Publizist. Er lieferte das Vorbild für den Anwalt Breslauer in den Buddenbrooks von Thomas Mann.

## Leben
Friedmann war das jüngste Kind eines jüdischen Diamantenhändlers. Er wurde christlich getauft, um ihm den Aufstieg in der preußischen Gesellschaft zu ermöglichen und ihn vor Antisemitismus zu bewahren. Nach dem Studium der Rechtswissenschaften in Berlin und Heidelberg wurde er 1880 als Rechtsanwalt am Landgericht Berlin I zugelassen und machte sich bald einen Namen als brillanter Strafverteidiger und Redner mit geschliffener Sprache. Er war der erste deutsche Strafverteidiger, der überregional bekannt wurde, und wurde zu zahlreichen Sensationsprozessen zugezogen. Einer seiner bekanntesten Fälle war die Kotze-Affäre, in der er für seinen Schulkameraden, den Zeremonienmeister Leberecht von Kotze, einen Freispruch erreichte. Friedmann behauptete in seiner Autobiographie, während seiner 15-jährigen Anwaltskarriere ca. 22.000 Menschen verteidigt zu haben, von denen etwa zwei Drittel freigesprochen worden seien. Diese Angabe wurde allerdings in Zweifel gezogen, da sie pro Arbeitstag 4–5 Verteidigungen bedeutet hätte. Als prominenter Jude wurde Friedmann zu einer Zielscheibe antisemitischer Propaganda.
Friedmann hatte allerdings zwei Laster – Glücksspiel und Frauen. Auch Antisemiten machten gegen ihn Stimmung und seine Ehe ging in die Brüche. Er machte horrende Schulden und floh 1895 mit einer Geliebten vor seinen Gläubigern und den Vorwürfen des Meineids und der Unterschlagung nach Paris. In einem ehrengerichtlichen Verfahren wurde er aus der Rechtsanwaltskammer ausgeschlossen. Anfang 1896 wurde Friedmann in Bordeaux verhaftet. Nach seiner Auslieferung wurde er am 24. Juni 1896 in Berlin vor Gericht gestellt. Mit einem Plädoyer in eigener Sache gelang es ihm, das Gericht von seiner Unschuld zu überzeugen. Seinen Beruf als Rechtsanwalt konnte er aber nicht mehr ausüben.
Hermann Staub kommentierte Friedmanns Flucht in der Deutschen Juristenzeitung:

„Seine ganze Wirksamkeit hat die alte traurige Erfahrung bestätigt, dass Genie und Leichtsinn sich so oft paaren. Friedmann blieb sich in seiner Eigenart treu vom Anfang bis zum Ende: er war ein Meteor am forensischen Himmel, und Meteore verschwinden ja plötzlich.“

Friedmann, der sich zudem mit einem Enthüllungsbuch über Kaiser Wilhelm II. unbeliebt gemacht hatte, zog es zunächst wieder nach Paris, 1898 nach New York City und 1900 nach Brüssel. Hier gründete er ein „Internationales Rechtsbureau“ und die Zeitschrift Der neue Kurs: Eine Wochenschrift für Handel, Gewerbe und Finanzen. 1901 zog er mit seiner Zeitschrift wieder nach Paris und heiratete dort eine reiche Amerikanerin.
Sein Gesuch, den Ausschluss aus der Rechtsanwaltskammer zu kassieren, wurde 1912 abgelehnt. Er starb kurz vor seinem 63. Geburtstag am 1. September 1915.

## Literarische Rezeption
Im Februar 1890 verteidigte Friedmann vor dem Landgericht Lübeck Emil Biermann, den wegen Bilanzfälschung und Betruges angeklagten Direktor der Lübecker Feuerversicherungs-Gesellschaft. Biermann, der zu zwei Jahren Gefängnis verurteilt wurde, war verheiratet mit Alice geb. Haag, einer Cousine des damals 14-jährigen Thomas Mann. Der Prozess diente als Vorbild der Hugo-Weinschenk-Episode im Roman Buddenbrooks, in dem Mann den auswärtigen Staranwalt Dr. Breslauer auftreten lässt.

## Veröffentlichungen
- Auf der Wahlstatt des Lebens. Roman., Leipzig 1881.
- Repetitorium der Deutschen Reichsgesetzgebung (unter Ausschl. d. Handels-, Wechsel- u. Strafrechts, sowie d. Reichs-Justiz-Gesetze), Berlin 1882 (Sammlung juristischer Repetitorien aus allen Theilen des Rechtsgebiets; 3).
- Über die Schwurgerichte. Eine Parallele zu der Abhandlung von Ō. S. "Gegen die Schwurgerichte". Dressel, Berlin 1886 (Digitalisat).
- Die Oeffentlichkeit der Gerichtsverhandlungen, ihre Vorzüge und Schäden. Heine, Berlin 1887.
- Verbrechen und Krankheit im Roman und auf der Bühne. Verlag von Karl Wiesenthal, Berlin 1889.
- Die wahren Lehren des Heinze'schen Prozesses für Sitten- und Rechtspflege …. H. Lazarus, Berlin 1891 (Digitalisat).
- Hrsg.: Das Reichsgesetz, betr. die Abzahlungs-Geschäfte mit einer dogmatisch-geschichtlichen Einleitung und Commentar von Fritz Friedmann. Helwing, Hannover 1894.
- Das Reichswuchergesetz in der Fassung der Wuchergesetznovelle vom 19. Juni 1893. Gerstmann, Berlin 1894.
- Georg Davidsohn (Hrsg.): Fritz Friedmann über Wilhelm II., die Franzosen, 'das Bischen Strafgesetzbuch', sich selbst u. s. w. 3. Auflage. M. Günther, Berlin 1896.
- Authentische Enthüllungen eines langjährigen Vertrauten. Fritzsche, Hamburg 1896 (Digitalisat).
- Der deutsche Kaiser und die Hofkamarilla. C. Schmidt, Zürich 1896.
- L'empereur Guillaume II et la révolution par en haut. P. Ollendorff, Paris 1896.
- Erzwungene Muße. Erlebnisse und Gedanken eines Gefangenen. Deutsche Originalausgabe. Mit dem Bildnis des Verfassers und seiner Unterschrift. 2. Auflage, Zürich 1897.
- Juristen-Schnickschnack. Allotria und Histörchen. Schmidt, Zürich 1897.
- Was darf ich? Des Bürgers Recht und Schutz; Ein Handbuch für Jedermann. Meusser Messer & Ko, Berlin 1897.
- Das Begnadigungsrecht. Altes und Neues, aus Leben und Reichstag. Bermühler, Berlin 1902.
- Eine Gefallene. Artisten-Roman. Verlag Continent, Berlin 1903.
- Rechtshandlung im Gegensatz zu Rechtsgeschäft nach gemeinem Recht und BGB. C. Hinstorff, Rostock 1903.
- Der Kampf gegen die Verteidigung. Eine Studie aus dem Strafgerichtssaal. Continent, Berlin 1905.
- Ilonka. Continent, Berlin 1906.
- Hau ist kein verstockter Mörder! A. Pulvermacher & Co, Berlin 1907.
- Was ich erlebte! Bd. 1–2. Pulvermacher, Berlin 1908. (1911 erschien eine "neue revidierte Ausgabe" mit dem Titelzusatz: Memoiren.)
  - Bd. 1: 1852–1895.
  - Bd. 2: 1896–1909.
- Deutschland-Frankreich und Kaiser Wilhelm II. Eine Völkerstudie. Alfred Pulvermacher & Co, Berlin 1912.
- Die Kunst der Verteidigung. Theorie u. Praxis. Pulvermacher, Berlin 1915.
- zusammen mit Kurt Selten: Die Kunst der Verteidigung und der forensischen Rede. A. Pulvermacher & Co, Berlin 1927.